# Sactosoma vitreum
Sactosoma vitreum is een lepelworm, en de enige soort in het geslacht Sactosoma, waarvan de systematische positie onduidelijk is.
De wetenschappelijke naam van de soort werd in 1881 gepubliceerd door Daniel Cornelius Danielssen & Johan Koren.